# Harpactea zannonensis
Harpactea zannonensis este o specie de păianjeni din genul Harpactea, familia Dysderidae, descrisă de Alicata, 1966.
Este endemică în Italia. Conform Catalogue of Life specia Harpactea zannonensis nu are subspecii cunoscute.